# Plain Talk
| Recensione | Giudizio |
| ---------- | -------- |
| AllMusic   | [ 3 ]    |

Plain Talk è un album discografico dell'organista jazz statunitense Jimmy Smith, pubblicato dalla casa discografica Blue Note Records nell'aprile del 1969.

## Tracce

### LP
Lato A
1. Big Fat Mama – 11:15 (Lucky Millinder, Stafford Simon)
2. My One and Only Love – 5:05 (Robert Mellin, Guy Wood)

Lato B
1. Plain Talk – 15:10 (Jimmy Smith)
2. Time After Time – 6:30 (Sammy Cahn, Jule Styne)

## Musicisti
- Jimmy Smith - organo
- Jackie McLean - sassofono alto (brano: Plain Talk)
- Ike Quebec - sassofono tenore (brani: Big Fat Mama, Plain Talk e Time After Time)
- Blue Mitchell - tromba (Brani: Big Fat Mama, My One and Only Love e Plain Talk)[2]
- Quentin Warren - chitarra
- Donald Bailey - batteria

Note aggiuntive
- Alfred Lion - produttore
- Rudy Van Gelder - ingegnere delle registrazioni
- Photomedia - foto copertina album originale
- Nat Hentoff - note retrocopertina album originale[4]